# Новые Секарены
Новые Секарены (рум. Secărenii Noi, Секэрений Ной) — село в Хынчештском районе Молдавии. Наряду с сёлами Секарены и Корнешты входит в состав коммуны Секарены.

## История
Село образовано постановлением парламента Республики Молдова от 12.05.1994.

## География
Село расположено на высоте 112 метров над уровнем моря. Площадь села – около 0.58 км2, периметр – 4.27 км. Село расположено на расстоянии 38 км от города Хынчешть и 76 км от муниципия Кишинев..

## Население
По данным переписи населения 2004 года, в селе Секэрений Ной проживает 324 человека (163 мужчины, 161 женщина).
Этнический состав села:
| Национальность | Число жителей | Процентный состав |
| -------------- | ------------- | ----------------- |
| молдаване      | 314           | 96.91             |
| румыны         | 7             | 2.16              |
| русские        | 3             | 0.93              |
| Всего          | 324           | 100%              |